# Take You Down
Take You Down ist ein Lied des US-amerikanischen Musikers Chris Brown aus dem Jahr 2007, welches am 12. Januar 2008 als fünfte Singleauskopplung aus Browns zweitem Studioalbum Exclusive veröffentlicht worden ist. Nach der Veröffentlichung erreichte es Platz 43 der Billboard Hot 100 und Position vier der Hot R&B/Hip-Hop Songs, in Deutschland stieg es nicht in die Charts ein. Bei den Grammy Awards 2009 war der Titel in der Kategorie „Best Male R&B Vocal Performance“ nominiert, erhielt die Auszeichnung jedoch nicht.

## Hintergrund und Musikvideo
Der Titel wurde von Christopher Brown, Lamar Edwards, Harvey Mason, Jr., James Fauntleroy, Steve Russell und Damon Thomas geschrieben, wobei einige von ihnen auch unter dem Pseudonym The Underdogs als Produzenten fungierten.
Das Musikvideo wurde von Harvey White gedreht, wobei es die erste Zusammenarbeit Browns und Whites war. Am 2. April 2008 zeigte man erstmals den Clip, welcher ausschließlich Szenen aus Browns The UCP Exclusive Tour enthält.

## Auszeichnungen und Nominierungen
Bei den Grammy Awards 2009 war der Titel in der Kategorie „Best Male R&B Vocal Performance“ nominiert. Die Auszeichnung erhielt jedoch Ne-Yo für das Lied „Miss Independent“.

## Kommerzieller Erfolg

### Chartplatzierungen
In den Hot R&B/Hip-Hop Songs platzierte sich das Lied auf Rang vier, womit es Browns achte Platzierung als einzelner Sänger in den Top Five dieser Liste darstellte. Insgesamt hielt sich der Titel 29 Wochen in diesen Charts. In den Billboard Hot 100 stieg „Take You Down“ auf Position 99 ein und erreichte nach sieben Wochen mit Platz 43 seine Höchstplatzierung, welche es in der darauf folgenden Woche jedoch wieder verlor. In der nächsten Woche rangierte das Lied noch einmal auf Platz 43, ehe es wieder um einige Ränge fiel.
| \| ChartsChartplatzierungen \| Höchstplatzierung \| Wochen \| \| --------------------------------- \| ----------------- \| ------ \| \| Vereinigte Staaten (Billboard)[2] \| 43 (20 Wo.) \| 20 \| |                   |        |
| ChartsChartplatzierungen | Höchstplatzierung | Wochen |
| Vereinigte Staaten (Billboard) | 43 (20 Wo.)       | 20     |

### Auszeichnungen für Musikverkäufe
| Land/Region                  | Auszeichnungen für Musikverkäufe (Land/Region, Auszeichnung, Verkäufe) | Verkäufe  |
| ---------------------------- | ---------------------------------------------------------------------- | --------- |
| Neuseeland (RMNZ)            | Platin                                                                 | 30.000    |
| Vereinigte Staaten (RIAA)    | 2× Platin                                                              | 2.000.000 |
| Vereinigtes Königreich (BPI) | Silber                                                                 | 200.000   |
| Insgesamt                    | 1× Silber · 3× Platin ·                                                | 2.230.000 |

Hauptartikel: Chris Brown (Sänger)/Auszeichnungen für Musikverkäufe